# Methods in Ecology and Evolution
Methods in Ecology and Evolution (Methods Ecol Evol) ist eine begutachtete, internationale Fachzeitschrift für neue Methoden in der Ökologie und Evolutionsbiologie.
Die Zeitschrift wird von der British Ecological Society herausgegeben und der Impact Factor beträgt 7,8. Sie nahm Platz 17 von 706 Fachzeitschriften der Ökologie ein. Im Jahr 2023 wurde sie zu einer Open-Access-Zeitschrift.